# Gong Hyun-joo
Gong Hyun-joo (nascida em 7 de janeiro de 1984) é uma atriz sul-coreana.

## Filmografia

### Série de televisão
| Ano         | Rede | Título                | Papel/Nota(s)           |
| ----------- | ---- | --------------------- | ----------------------- |
| 2003        | SBS  | All In                | negociante do Casino    |
| 2004        | SBS  | Wives on Strike       | discípulo do Jo Joon-gi |
| 2004 – 2005 | SBS  | You're Not Alone      | Gong Hyun-joo           |
| 2005        | KBS2 | Wedding               | Oh Soo-ji               |
| 2007        | KBS2 | Flowers for My Life   | Oh Nam-kyung            |
| 2007 – 2008 | SBS  | Golden Bride          | Cha In-kyung            |
| 2008        | KBS1 | You Are My Destiny    | Kim Soo-bin             |
| 2012        | SBS  | Dummy Mommy           | Han Soo-in              |
| 2013        | KBS2 | Family                | Lee Hee-jae             |
| 2014        | JTBC | Can We Love?          | Shin Yoon-ha            |
| 2014        | MBC  | Hotel King            | Cha Soo-an              |
| 2015        | JTBC | Falling for Innocence | Han Ji-hyun             |

### Programas de variedades
| Ano  | Título                              | Rede | Notas                               |
| ---- | ----------------------------------- | ---- | ----------------------------------- |
| 2015 | Law of the Jungle em Samoa          | SBS  | Convidada, episódios 192 – 194      |
| 2016 | Happy Together – terceira temporada | KBS2 | Convidada, episódio 434             |
| 2016 | Real Men – Female Special           | MBC  | Membro do elenco (quarta temporada) |

### Vídeo de música
| Ano  | Título da música                 | Artista |
| ---- | -------------------------------- | ------- |
| 2008 | Getting Further Apart (멀어지다) | Nell    |